# Crachat

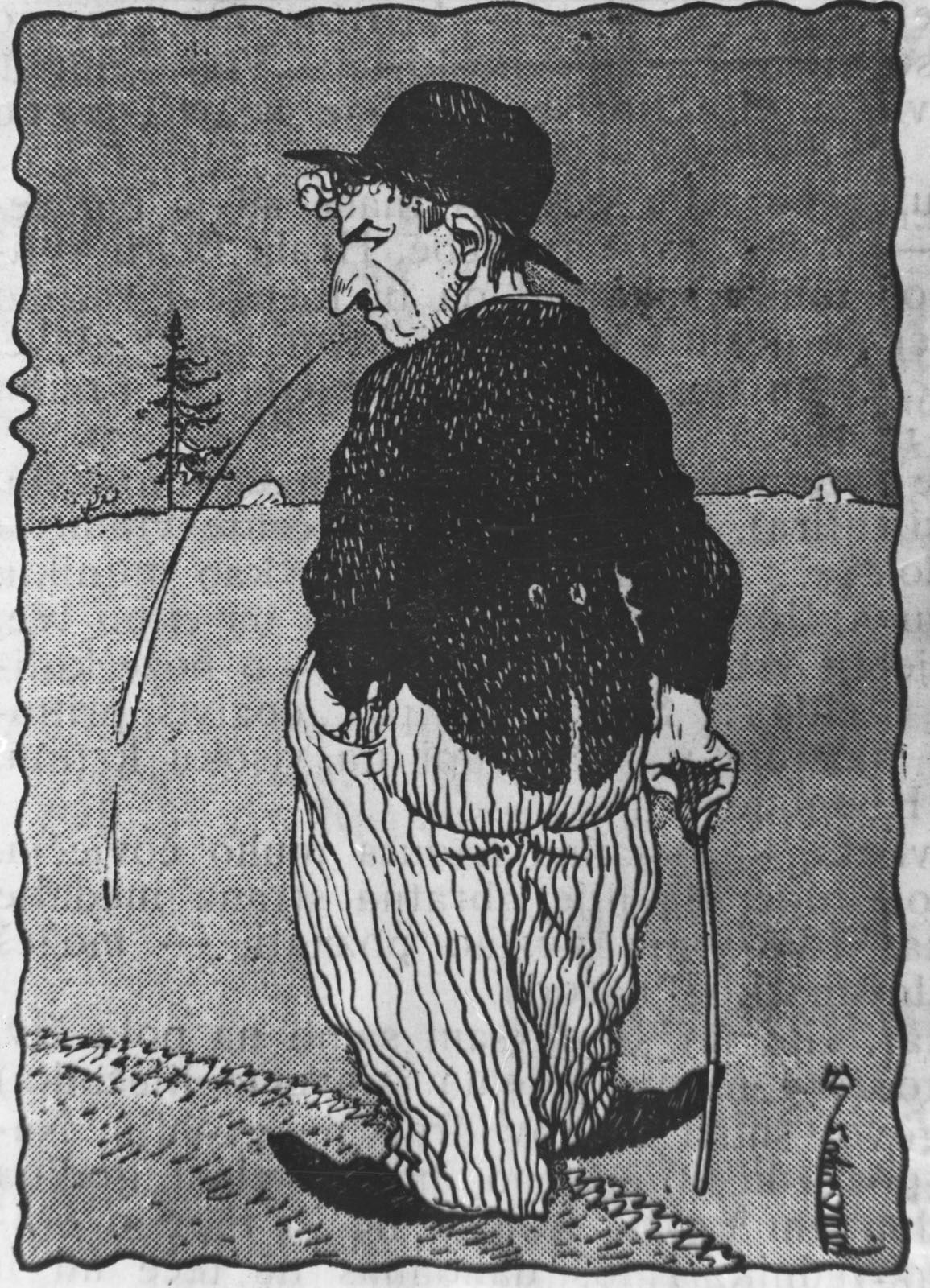
Autoportrait de Hinko Smrekar (1883-1942) en Charlie Chaplin crachant à terre.

Un crachat est un mélange de matières provenant des voies respiratoires (notamment le mucus) et de salive et qui est expulsé par la bouche. Ce phénomène d'expulsion est appelé expectoration, terme qui peut aussi désigner le crachat lui-même.
Le crachat et l'acte de cracher font l'objet de diverses normes sociales selon l'histoire et les civilisations. Les crachats eux-mêmes sont étudiés en médecine depuis l'Antiquité.

Pour l'étude biomédicale moderne des crachats, voir 

## Histoire médicale des crachats

### Antiquité
L'importance de la qualité du crachat, et de la nature de la toux, apparaissent au premier plan dans les textes hippocratiques. Ces textes distinguent clairement le rejet de sang écumeux par la bouche, sans douleur abdominale, et qui vient du poumon (hémoptysie), et le vomissement de sang provenant du système digestif (hématémèse). Les mêmes textes distinguent les crachats par leur couleur, leur aspect, leur consistance. Hippocrate fait ainsi cracher dans l'eau et dans le feu pour apporter un pronostic : 
« Quand les phtisiques crachent dans l'eau de mer et que le pus tombe au fond, le danger est imminent. L'eau doit être dans un vase de cuivre ». 
Ou encore
« Chez ceux qui sont en proie à la phtisie, si les crachats qu'ils rejettent en toussant répandent une odeur fétide quand on les met sur des charbons ardents, et si les cheveux tombent, c'est mortel ».
Dans un autre texte, il est précisé que cette odeur fétide est une « forte odeur de viande brûlée ». La méthode de faire cracher sur des braises permet de constater la présence de débris pulmonaires dans les crachats.
D'Hippocrate, à Arétée de Cappadoce, les médecins de l'Antiquité connaissent les significations de diverses sortes de crachats : « les crachats rouillés sans mélange sont dangereux » alors que « les crachats blancs visqueux et arrondis sont sans avantage. Une expectoration très jaune, une expectoration écumeuse sont encore mauvaises ». Jusqu'au XIXe siècle, des cliniciens continueront d'étudier l'odeur des crachats déposés sur des braises.

### Ère clinique
Le savoir sur les crachats ne se développe guère jusqu'à la fin du XVIIe siècle. C'est alors qu'un renouveau hippocratique se manifeste, notamment avec Thomas Sydenham (1624-1689) qui privilégie l'examen clinique, avec l'idée de rapprocher l'observation médicale de l'observation botanique, afin de classer et comprendre les maladies. Dans le même esprit François Boissier de Sauvages (1706-1767) propose une première classification des maladies, où il range l'expectoration dans la classe des « flux de sérosités ».
Au cours du XIXe siècle, la séméiologie médicale (observation des signes) est portée au plus haut point d'ordre et de précision. Le crachat est observé, « lu » et interprété de façon méthodique et rigoureuse. Le principal auteur dans ce domaine est Augustin Jacob Landré-Beauvais (1772-1840) qui publie un Séméiotique ou traité des signes des maladies (1810, suivi de nombreuses rééditions en français, anglais et espagnol).

#### Classification des crachats proposée par Landré-Beauvais
Landré-Beauvais classe les crachats selon six critères : leur espèce, leur forme, leur consistance, leur couleur, leur odeur, et leur quantité,.

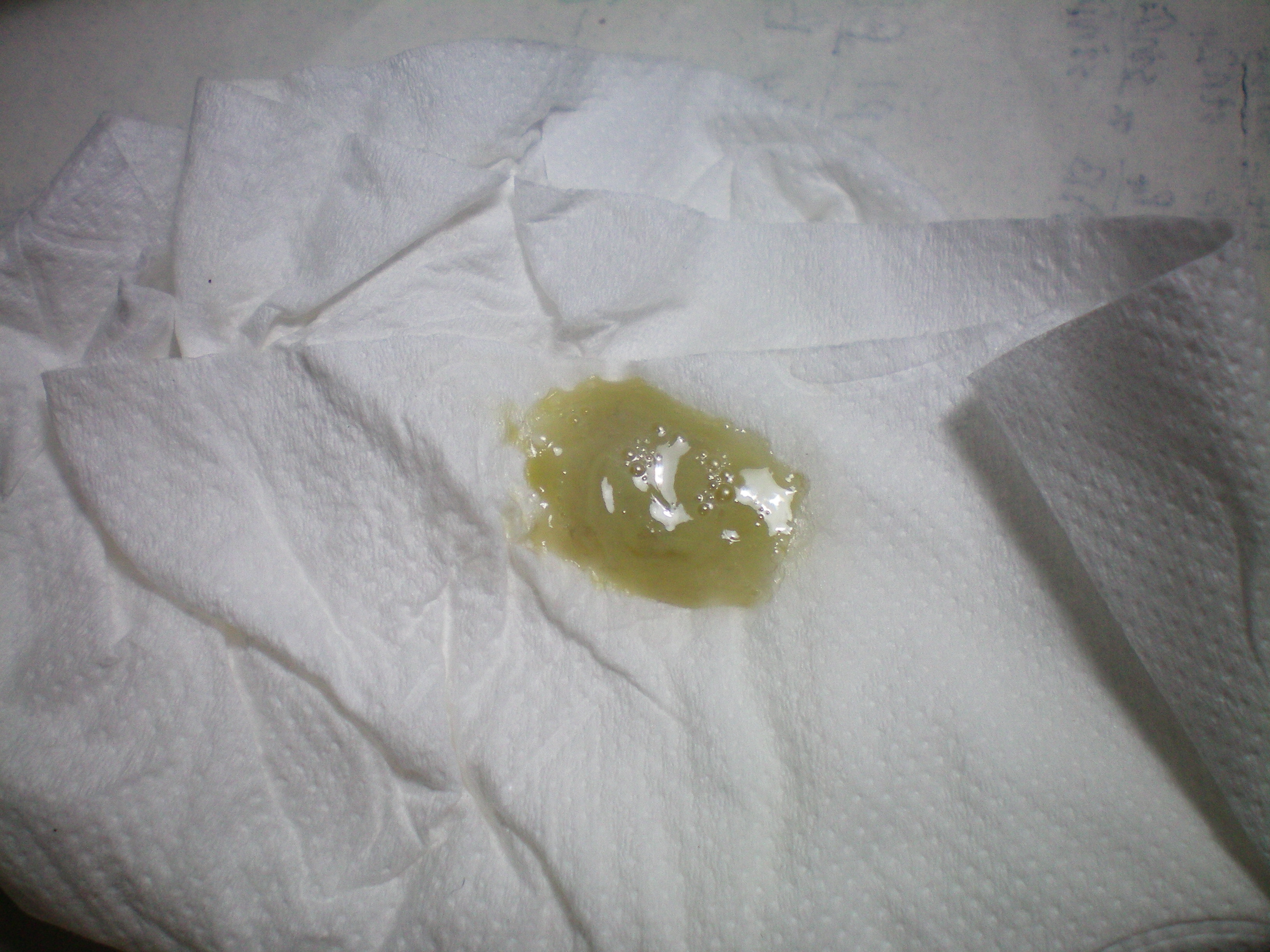
Crachat.

Selon l'espèce : séreux ou muqueux, sanguinolent, sang pur, écumeux ou mousseux, purulent.
Selon la forme : uni, rond, écumeux.
Selon la consistance : ténu et liquide, épais gluant et visqueux, collant, aqueux ou écumeux, bourbeux (comme de l'argile délayé).
Selon la couleur : blanc, vert ou érugineux (rouille de cuivre) ou porracé (vert poireau), jaune ou safrané (dit bilieux), rouge ou rouillé ou strié de rouge, noir.
Selon l'odeur : inodore, infect ou fétide.
Selon la quantité : beaucoup, fréquent, peu, manque tout à fait.

#### Développements
En 1817, Auguste-François Chomel (1788-1858) publie ses Éléments de pathologie générale, où il consacre pas moins de 14 pages à la description des crachats. Avec René Laennec (1781-1826), et Armand Trousseau (1801-1867), la sémiologie du crachat fait l'objet de rapprochements avec les données de l'auscultation. De même les changements et modifications des crachats sont étudiés au cours des principales maladies bronchopulmonaires de l'époque : la tuberculose, la dilatation des bronches, l'asthme et la pneumonie. L'examen visuel du crachat fait partie de toute démarche diagnostique.

L'examen du crachat devient une « science macroscopique du crachat ». Par exemple, c'est « l'épreuve du verre » où le patient doit cracher, afin d'observer ses crachats dans les meilleures conditions. De plus le médecin doit observer aussi leur sédimentation en laissant décanter la totalité des crachats du jour dans un vase transparent. On peut alors :
« voir les crachats s'étager en trois couches : une couche supérieure muco-purulente à surface mousseuse et à prolongements intérieurs floconneux ; deux couches moyennes séro-albumineuses presque transparentes et une couche profonde avec amas purulent ».
La sédimentation des crachats fut enseignée dans les facultés françaises de médecine jusque dans les années 1960, alors même qu'elle n'était plus utilisée en pratique réelle.

### Temps du laboratoire
Au XVIIIe siècle, les médecins chimistes cherchent à comprendre la nature et la composition des crachats : lorsqu'on fait bouillir un crachat dans de l'eau, le mucus se réduit en filaments alors que le pus trouble l'eau et donne à la surface des globules huileux ou une mousse blanchâtre. D'autres font réagir le crachat avec l'acide sulfurique, l'acide nitrique, des sels de mercure, ou des alcalins. Paul Grasmeyer (1756-1825) donne un réactif pour transformer un crachat en gelée : on le place dans l'eau distillée en y ajoutant de la potasse, en agitant fortement.
Si le crachat contient du pus, il se forme une gelée. Si le pus est louable (de bon pronostic) la gelée est tenace, ferme et pure. Si le pus est de mauvais augure, il donne une gelée faible altérée par de nombreux filaments épais et opaques.
Le crachat entre dans le laboratoire moderne en 1868, lorsque Jean-Antoine Villemin (1827-1892) inocule un crachat de phtisique sous la peau d'un lapin, qui mourut peu après de tuberculose. Preuve était faite qu'un crachat de tuberculeux pouvait contenir de la « matière tuberculeuse ». En 1878, Louis Pasteur présente sa théorie des germes, mais les nouveaux bactériologistes ne trouvent rien, ni dans les crachats, les poumons, ou le sang des tuberculeux.
En 1882, Robert Koch est le premier à déceler dans un crachat, le bacille de Koch. Maître en techniques de colorations, Koch avait trouvé un procédé permettant de le colorer en bleu, le rendant visible et tangible. Dès lors, le crachat peut être pesé, lavé, dilué, centrifugé, fluidifié ou dissout, dans le but d'être soumis à d'innombrables colorants et réactifs chimiques pour identifier les microbes du crachat.
On discute alors de la potentialité infectante des crachats desséchés et des crachats humides. Les crachats humides conservés à l'obscurité ont été trouvés plus dangereux que les poussières de crachats flottant dans la lumière solaire. Albert Fraenkel (de) (1848-1916) calcula qu'un tuberculeux pouvait « émettre jusqu'à sept milliards deux cent mille bacilles avec ses crachats ». Tout cela est repris très fortement par les hygiénistes, qui alertent sur la dangerosité médicosociale des crachats.

## Analyse moderne des crachats
Au cours du XXe siècle, l'examen clinique ou macroscopique des crachats s'est relativement simplifié, en perdant de son importance. Les principaux crachats distingués sont ainsi, :
- Salivaire.
- Muqueux : crachat blanc et visqueux, témoignant d'une hypersécrétion bronchique (asthme, pneumopathie virale...)
- Purulent ou mucopurulent : crachat jaune vert, compact, évoquant une infection. La présence de grains jaune est caractéristique d’une actinomycose.
- Hémoptoïques : crachat sanguinolent ayant la même signification qu'une hémoptysie.
- Séreux ou spumeux : crachat blanc rosé, fluide et aéré (mousseux), évoquant un œdème pulmonaire.

Différents aspects peuvent conduire à des dénominations particulières comme, :
- crachat ferrugineux ou rouillé : jaune teinté ou strié de pigments sanguins (pneumonie).
- crachat nummulaire : étalé et arrondi en pièce de monnaie (se voit dans la tuberculose pulmonaire).
- crachat perlé : crachat élastique (en petits bouchons secs à pâte molle) en forme de perle (fin de la crise d'asthme).
- crachat pneumonique ou crachats purulents de la pneumonie avant l'ère des antibiotiques, dont la couleur variait au cours de l'évolution : rouillé au début, puis gris-jaunâtre, et enfin brunâtre (en jus de pruneau).

L'examen des crachats en laboratoire se fait par examen cytobactériologique des crachats (ECBC), par différentes colorations et mises en culture. Dans l'idéal, le crachat ne contient qu'un minimum de salive afin d'éviter toute contamination avec des bactéries de la flore orale.
Les ECBC sont utilisés habituellement pour rechercher Moraxella catarrhalis, Mycobacterium tuberculosis, Streptococcus pneumoniae et Haemophilus influenzae bien que d'autres pathogènes puissent aussi être trouvés.

## Hygiénisme
Courant de pensée né au milieu du XIXe siècle dans une société où la tuberculose et l'alcoolisme étaient endémiques, l'hygiénisme met en place un puissant système de propagande. Par voie d'affiches, de cartes postales, de timbres, de manuels pédagogiques les autorités responsables de l'hygiène publique font de l'acte de cracher, un geste redoutable, voire meurtrier s'il s'agit d'un crachat de tuberculeux.

### Interdiction de cracher au sol
En 1897, un manuel pédagogique consacré aux microbes, et destiné aux enseignants du primaire affirme : « les microbes qui se mêlent à la poussière des rues sont plus dangereux que les loups, les tigres et les lions » (F. David, Les Monstres invisibles ou les maladies microbiennes selon Pasteur).

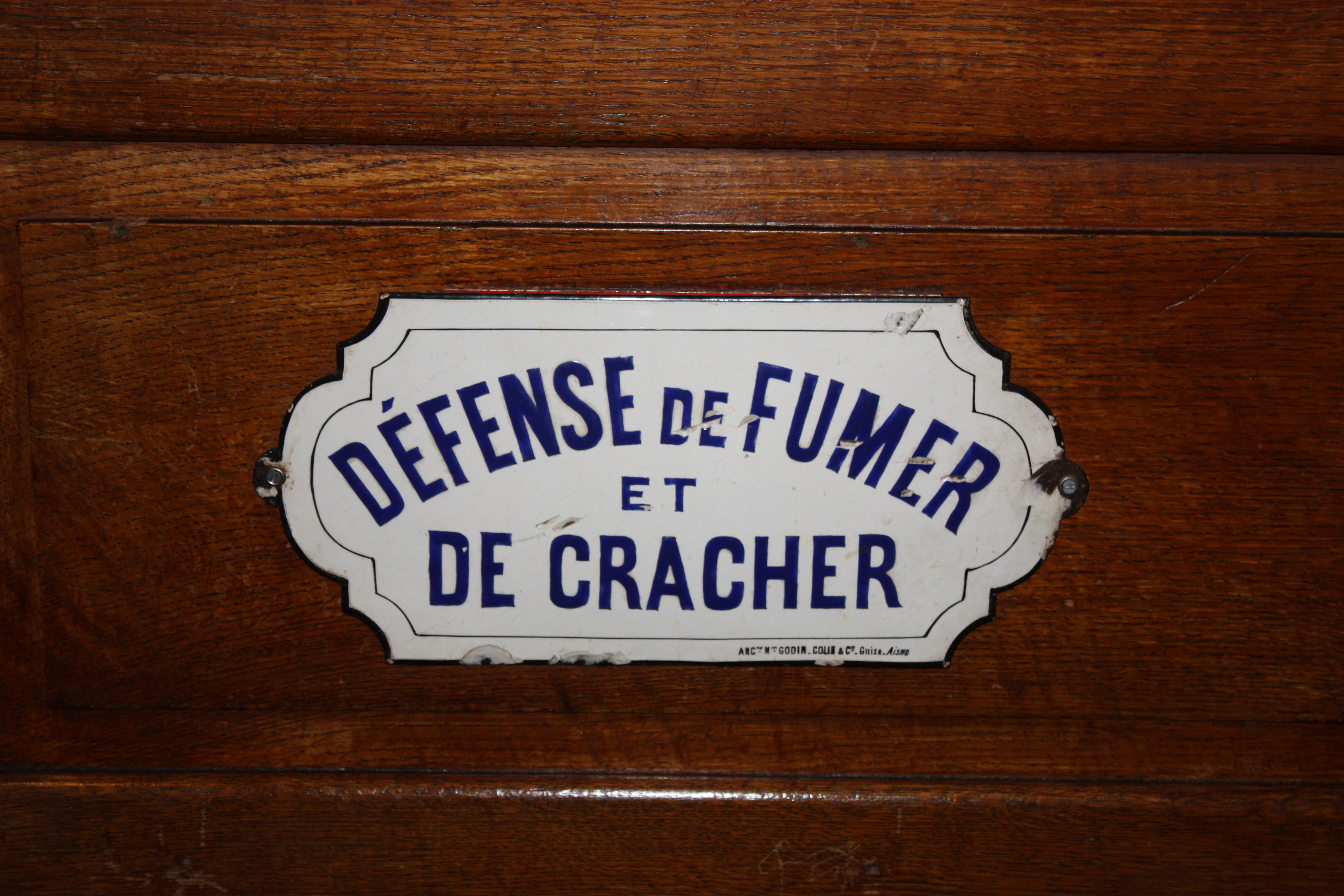
Plaque émaillée interdisant de fumer et de cracher.

Une Ligue des anticracheurs est fondée en 1901, elle est composée de membres bienfaiteurs et d'adhérents porteurs d'insignes, dotée d'une publication et de moyens de propagande (brochures, prospectus...) pour éclairer l'opinion. 
En 1902, une circulaire ministérielle rend obligatoire l'instruction de l'hygiène dans les écoles de France. Il est dit aux enfants que : « En ne crachant pas par terre vous pourrez empêcher votre papa et votre maman de tomber malades ». Dans le « jeu de l'oie de l'hygiène » créé à cette occasion, le crachat est représenté par une case de pénalité intitulée « enfant qui crache par terre ».
Le ministère de la Santé publique lance l'affiche « cracher à terre, c'est attenter à la vie d'autrui » avec une image de pierres tombales alignées dans un cimetière. On trouve aussi « cracher par terre, c'est cracher sur son pays ».
En 1936, un manuel scolaire affirme « cracher sur le sol, c'est en réalité cracher dans la bouche de son voisin » (A. Souché, Le Second livre de morale du jeune Français).
Les autorités de l'époque recommandent de placer dans les rues des plaques émaillés invitant la population à s'abstenir de cracher sur les trottoirs afin de lutter contre la tuberculose. Cette interdiction concernait également les cafés et estaminets lorsque la présence des femmes y était autorisée, les fumeurs ayant, aux dires des hygiénistes, une curieuse conception d'hygiène individuelle qui commandait de cracher en fumant.

### Cracher, mais dans un crachoir
Le crachoir devient l'arme privilégiée des hygiénistes contre la tuberculose. Les tuberculeux des classes aisées possédaient en effet d'élégants crachoirs en porcelaine et de petits crachoirs de poche mais les phtisiques miséreux continuaient à cracher au sol. En France, les crachoirs publics apparaissent vers le début des années 1890.

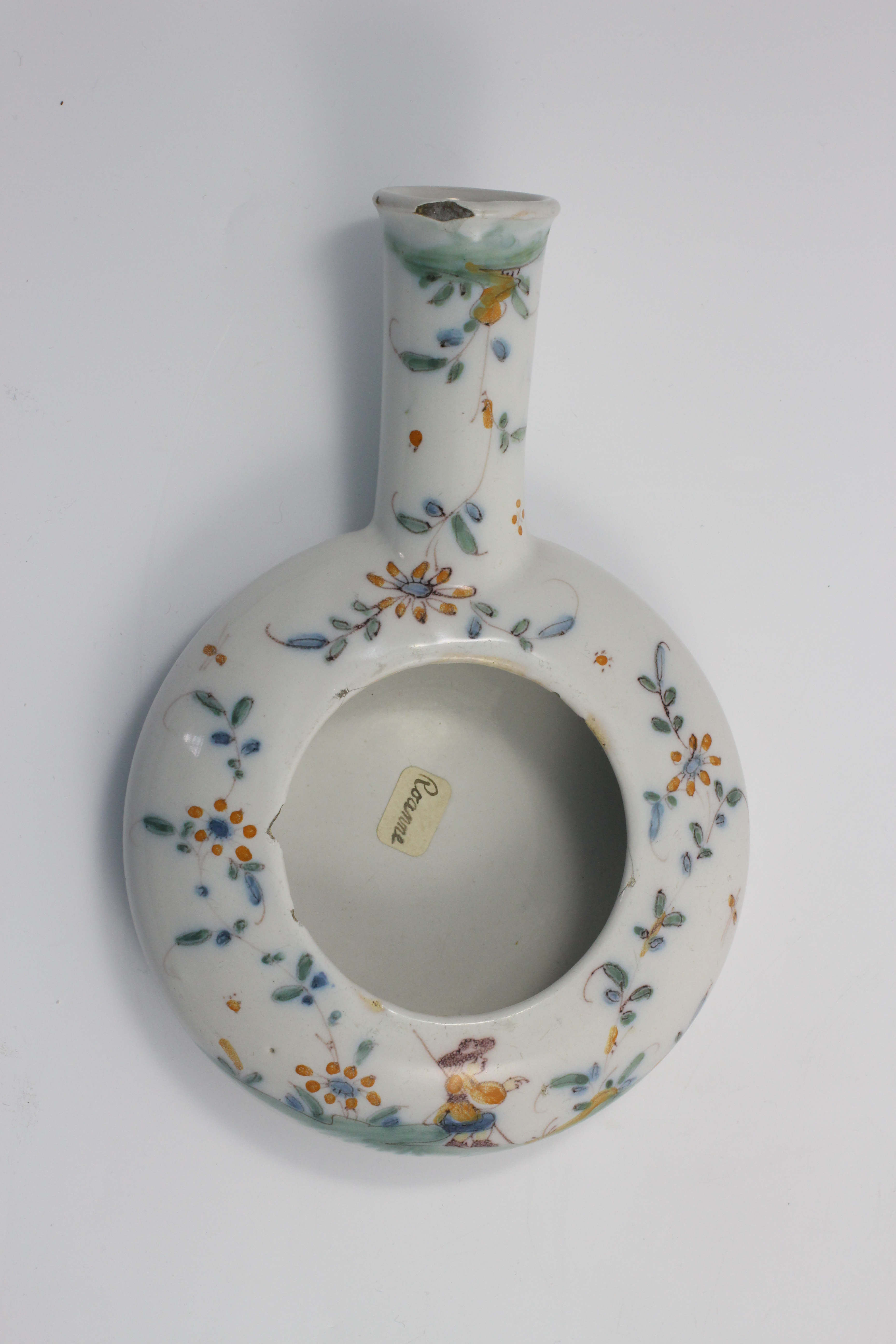
Crachoir de faïence (entre 1775 et 1825), Musée des Hospices civils de Lyon.

Imposer le crachoir portatif idéal (celui qui devrait permettre la socialisation du tuberculeux), n'est pas facile, car un tel crachoir met à distance et réduit les contacts sociaux. Le crachoir individuel devient un objet moral et moralisateur, foncièrement ambigu, à la fois marque d'exclusion et indice d'intégration. Cracher devient un acte médico-social précis et codifié :
« Un tuberculeux bien éduqué sait éviter les fausses manœuvres. De même qu'il fait remonter ses crachats presque automatiquement, de même il acquiert une habileté spéciale à laisser tomber le crachat de ses lèvres dans l'orifice du crachoir sans effort et sans bruit ». (G. Küss, Manuel des infirmières visiteuses, Maloine, 1932).
Par mesure de précaution, le cracheur tuberculeux doit raser sa barbe, et s'il porte des longues moustaches tombantes, elles doivent être coupées au moins au ras de la lèvre supérieure. Les femmes posent des problèmes particuliers, car elles ont, selon G. Küss, une « instinctive répulsion » à expulser leurs crachats, et pour elles il admet l'utilisation de mouchoir de batiste.
À l'atelier et à l'usine, les autorités proposent de placer des crachoirs collectifs au sol. Mais les patrons hésitent devant cette dépense supplémentaire, et les ouvriers y voient une sujétion nouvelle et arbitraire, car il n'est pas facile de cracher de haut et au bon endroit. Des économistes font valoir qu'il vaut mieux installer un crachoir dans un atelier, que d'avoir à congédier des ouvriers tuberculeux.
De nouveaux types de crachoirs sont inventés, dont celui à fixer au mur, en « crachoir collectif incinérable » et en carton interchangeable, ou encore le crachoir à pédale (permettant d'ouvrir et de rabattre le couvercle). D'autres modèles spécifiques sont destinés à être installés dans les trains, les postes, les bureaux, les tramways, les sanatoriums et les hôpitaux. Au domicile ou dans la chambre de malade, on conseille l'usage d'un crachoir de table. L'armée française pose le problème d'un crachoir collectif dans les chambrées des casernes, problème qui resta non résolu, faute d'espace suffisant et faute d'un budget spécifique.

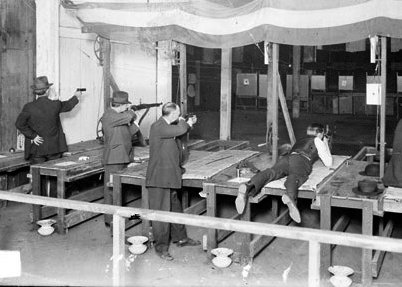
Stand de tir (Chicago, 1915) avec crachoir au sol à chaque emplacement.

Les discussions portent sur la forme et la matière des crachoirs. Le modèle prisé est la cuvette mobile, fixée au mur à hauteur d'homme, en fonte émaillée en émail céramique sur les deux faces. Ces crachoirs résistent au mélange d'eau et d'antiseptiques et se présentent comme nettoyables plus facilement. Les méthodes de désinfections sont aussi débattues : chimiques (eau de Javel, acide sulfurique, carbonate de soude, formol...) ou par chauffage (autoclave, ébullition...).
Les médecins américains, pour leur part, sont les premiers à délaisser les crachoirs, en adoptant le mouchoir de papier hygiénique, que le cracheur doit prendre des deux mains et centrer sur sa bouche, le mouchoir est ensuite refermé en boule et jeté dans un sac en papier.
En France, les crachoirs publics disparaissent à partir des années 1950, et en ce qui concerne les rames du métro parisien dans les années 1960.

## Normes sociales
Suivant les normes sociales, au passage de quelqu'un ou à son visage, le crachat constitue une marque de mépris ou une grave insulte. Dans ce cas, l'identité du cracheur n'est pas celle du malade affaibli, mais du sujet sain et fort qui impose sa loi. Les anciens grecs lançaient des pierres ou des crachats pour écarter les fous ou autres personnes jugées dangereuses.

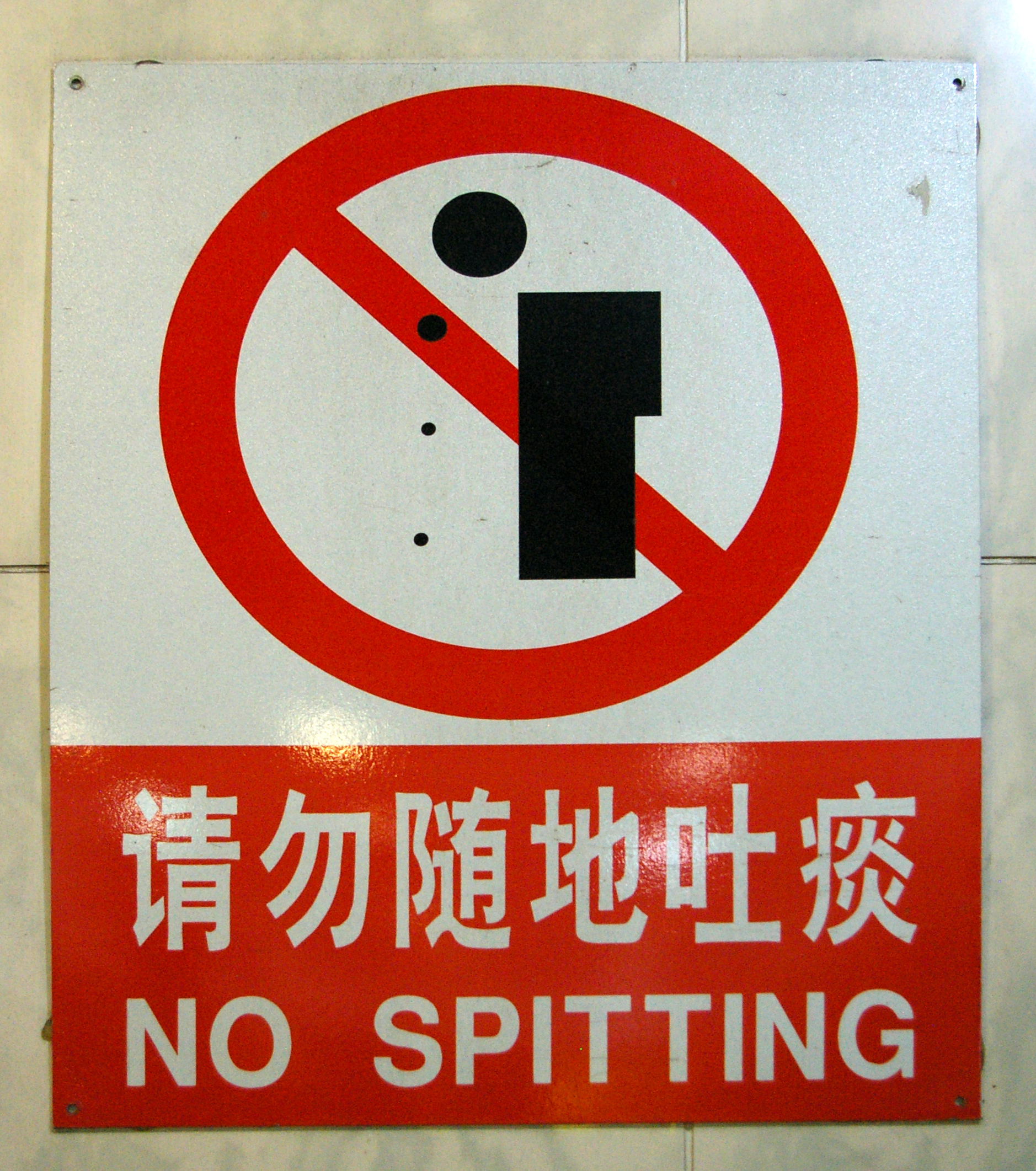
Interdiction de cracher, métro de Shangaï en 2009.

En Corse, une vieille coutume voulait que lorsqu'on complimente un enfant sur sa beauté, il fallait lui cracher au visage pour écarter le mauvais œil.
Le crachat ou le jet de salive peuvent aussi indiquer la matérialité de ce qui sort de la bouche, et symboliser la réalité de la parole donnée. Cracher ensemble, chacun de son côté, avait valeur de pacte, d'engagement et d'accord conclu, notamment sur les anciens marchés. De même, dans les cours des écoles, la formule de serment entre enfants était « promis, juré, craché ! ».
En 2007, à Pékin (Chine), le crachat dans la rue était si habituel qu'a été lancée par les autorités une campagne anti crachat, avant les jeux olympiques d'été de 2008. En 2015, à Amsterdam (Pays-Bas), les contrôleurs du réseau de transports publics de la GVB ont été fournis en kits ADN afin que face à un usager ayant cette réaction lors d'un contrôle, un échantillon soit prélevé et envoyé au parquet judiciaire pour analyse et convocation au tribunal si une correspondance est trouvée dans la banque de données.

## Jeu érotique
Le crachat sur le corps d'un partenaire voire dans sa bouche est parfois pratiqué dans le cadre de rapports de domination sadomasochistes, ou comme simple jeu érotique

## Le crachat chez les autres animaux
Plusieurs animaux autres que les humains crachent. Les camélidés comme le dromadaire et le lama crachent notamment pour se défendre. Le cobra cracheur crache des crachats défensifs venimeux. Les araignées de la famille des Scytodidae, dites araignées cracheuses, crachent des fils de soie à grande vitesse pour chasser.